# Duncan Hamilton
Duncan Hamilton (Condado de Cork, Irlanda, 30 de abril de 1920-Sherbourne, 13 de mayo de 1994) fue un piloto de automovilismo del Reino Unido.
Durante la Segunda Guerra Mundial, pilotó aviones Westland Lysander de la Marina Real británica, y tras finalizar la guerra, abrió un garaje para automóviles. Poco después, Hamilton comenzó a competir en eventos locales.
En Fórmula 1 participó en cinco Grandes Premios, debutando en 1951. Sin embargo, no logró obtener ningún punto. En cuanto a carreras fuera del campeonato, participó en 18. Logró podios en eventos como el Trofeo Internacional BRDC o el Eifelrennen.
En 1953, ganó las 24 Horas de Le Mans en un Jaguar D-Type de fábrica junto a su compañero Tony Rolt. Ya en 1950 había competido en Le Mans junto a Rolt, y siempre fue parte de la carrera hasta 1958, incluso participando en una ocasión con la Scuderia Ferrari.

## Resultados

### Fórmula 1
(Clave) (negrita indica pole position) (cursiva indica vuelta rápida)

| Año     | Escudería       | 1   | 2   | 3   | 4   | 5       | 6       | 7     | 8   | 9   | Pos. | Puntos |
| ------- | --------------- | --- | --- | --- | --- | ------- | ------- | ----- | --- | --- | ---- | ------ |
| 1951    | Duncan Hamilton | SUI | 500 | BEL | FRA | GBR 12  | GER Ret | ITA   | ESP |     | NC   | 0      |
| 1952    | HW Motors       | SUI | 500 | BEL | FRA | GBR Ret | GER     | NED 7 | ITA |     | NC   | 0      |
| 1953    | HW Motors       | ARG | 500 | NED | BEL | FRA     | GBR Ret | GER   | SUI | ITA | NC   | 0      |
| Fuente: |                 |     |     |     |     |         |         |       |     |     |      |        |

### 24 Horas de Le Mans
| Año     | Equipo             | Copilotos          | Automóvil              | Clase | Vueltas | Pos. | Pos. Clase |
| ------- | ------------------ | ------------------ | ---------------------- | ----- | ------- | ---- | ---------- |
| 1950    | Healey Motors Ltd. | Tony Rolt          | Nash-Healey E          | S5.0  | 250     | 4.º  | 3.º        |
| 1951    | Healey             | Tony Rolt          | Nash-Healey Coupé      | S5.0  | 250     | 6.º  | 4.º        |
| 1952    | Jaguar Ltd.        | Tony Rolt          | Jaguar C-Type          | S5.0  |         | DNF  | DNF        |
| 1953    | Jaguar Cars Ltd.   | Tony Rolt          | Jaguar C-Type          | S5.0  | 304     | 1.º  | 1.º        |
| 1954    | Jaguar Cars Ltd.   | Tony Rolt          | Jaguar D-Type          | S5.0  | 301     | 2.º  | 2.º        |
| 1955    | Jaguar Cars Ltd.   | Tony Rolt          | Jaguar D-Type          | S5.0  | 186     | DNF  | DNF        |
| 1956    | Scuderia Ferrari   | Alfonso de Portago | Ferrari 625 LM Touring | S3.0  | 2       | DNF  | DNF        |
| 1957    | D. Hamilton        | Masten Gregory     | Jaguar D-Type          | S5.0  | 299     | 6.º  | 6.º        |
| 1958    | J. Duncan Hamilton | Ivor Bueb          | Jaguar D-Type          | S3.0  | 251     | DNF  | DNF        |
| Fuente: |                    |                    |                        |       |         |      |            |